# Giorgio Mancini (militare)
Giorgio Mancini (Gualdo Tadino, 8 aprile 1906 – Mar Jonio, 15 luglio 1940) è stato un militare e aviatore italiano, decorato di medaglia d'oro al valor militare alla memoria nel corso della seconda guerra mondiale.

## Biografia

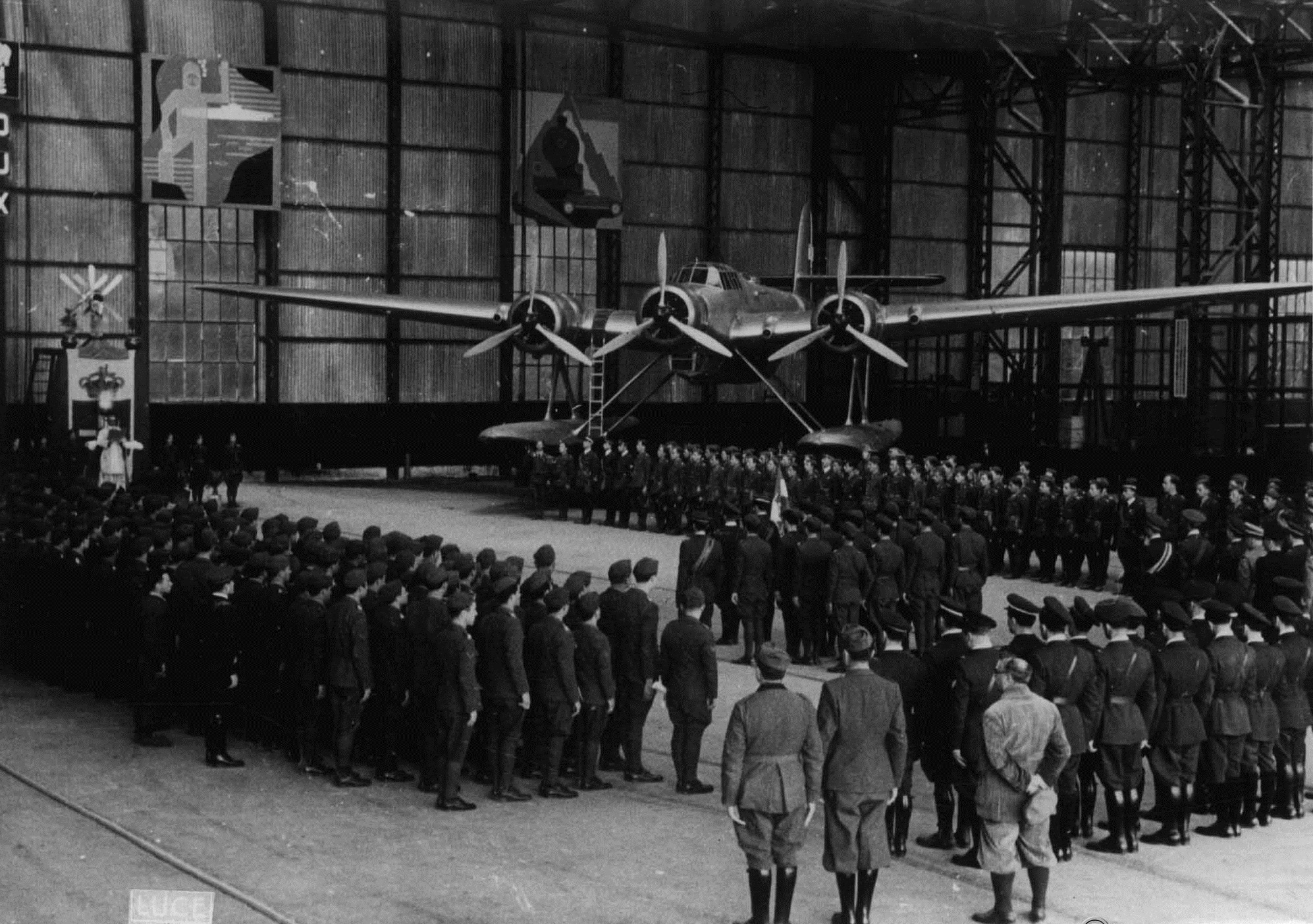
Un idrovolante CANT Z.506 Alcione fotografato in un hangar mentre si celebra la messa.

Nacque a Gualdo Tadino, provincia di Perugia, l'8 aprile 1906. Arruolatosi nella Regia Aeronautica come allievo sergente pilota nel febbraio 1926, venne nominato pilota d'idrovolante nel mese di ottobre e pilota militare nel mese di dicembre, venendo promosso sergente in quello stesso mese. Il 1 gennaio 1927 fu trasferito all'Aerocentro della 3ª Zona Aerea Territoriale e poi prestò servizio presso l'80º Gruppo Autonomo Idrocaccia di stanza a Orbetello, e nel mese di agosto al 21º Stormo Idrovolanti di Napoli. Il 30 giugno 1929 fu promosso sergente maggiore, frequentando quindi il 3º corso di perfezionamento piloti presso la Scuola di Capua e il 7º corso di integrazione presso la Regia Accademia Aeronautica di Caserta. Promosso sottotenente in servizio permanente effettivo nel settembre 1933 destinato al 30º Stormo Bombardamento Marittimo. Alla fine del 1934 frequentò la Scuola di navigazione strumentale di Orbetello, e nel marzo dell'anno successivo fu promosso tenente, assegnato, dal 1 gennaio 1931, al 31º Stormo Bombardamento Terrestre. Promosso capitano nel marzo 1938, fu nominato professore di educazione fisica, lasciando tale incarico nel gennaio 1940 per ritornare in servizio presso il 91º Gruppo Autonomo Bombardamento Marittimo. All'atto dell'entrata in guerra del Regno d'Italia, avvenuta il 10 giugno 1940, assunse il comando della 171ª Squadriglia Ricognizione Marittima Lontana volando sugli idrovolante CANT Z.506 Alcione. Cadde in combattimento il 15 luglio 1940, e per onorarne il coraggio dimostrato in questo frangente fu decretata la concessione della Medaglia d'oro al valor militare alla memoria.

### Fonti
1. 1 2 3 4  Ufficio Storico dell'Aeronautica Militare 1969, p. 212.
2. 1 2 3 4 5  Combattenti Liberazione.
3. ↑   Giorgio Mancini, su Quirinale.it. URL consultato il 20 novembre 2018.
4. ↑  Bollettino Ufficiale 1940, disp.44, pag.1578 e Bollettino Ufficiale 1942, disp.8, pag.366.